# 太宁公主
太宁公主（?—?），是中国五代十国南唐元宗皇帝李璟之女。
太宁公主嫁给了定远节度使（治所濠州）刘崇俊之子刘节。但是，李璟讨厌刘崇俊的为人，寿州姚景死后，刘崇俊贿赂权贵，请求兼领寿州，李璟命刘崇俊移镇寿州，派楚州刺史刘彦贞驰入濠州，取代他镇守濠州。

## 永嘉公主
太宁公主还有妹妹永嘉公主（一作永禧公主），但事迹不详。仅记录于江州庐山真风观。
清朝吴任臣编撰的《十国春秋》怀疑宋人野史所撰的李芳仪即永嘉公主。